# Rajd Wybrzeża Kości Słoniowej 1991
Rajd Wybrzeża Kości Słoniowej 1991 (23. Rallye Cote d’Ivoire – Bandama) – 23 Rajd Wybrzeża Kości Słoniowej rozgrywany na Wybrzeżu Kości Słoniowej w dniach 27–31 października. Była to dwunasta runda Rajdowych Mistrzostw Świata w roku 1991. Rajd został rozegrany na nawierzchni szutrowej. Bazą rajdu był Abidżan.

## Wyniki końcowe rajdu[1]
| Msc. | Kierowca           | Pilot                | Samochód               | Czas     | Strata    | Grupa | Punkty |
| ---- | ------------------ | -------------------- | ---------------------- | -------- | --------- | ----- | ------ |
| 1    | Kenjiro Shinozuka  | John Meadows         | Mitsubishi Galant VR-4 | 3:30.16  | 0.0       | A8    | 20     |
| 2.   | Patrick Tauziac    | Claude Papin         | Mitsubishi Galant VR-4 | 5:39.04  | +2:08.48  | A8    | 15     |
| 3.   | Rudi Stohl         | Reinhard Kaufmann    | Audi 90 Quattro        | 8:08.01  | +4:37.45  | A8    | 12     |
| 4.   | Patrice Servant    | Thierry Pansolin     | Audi 90 Quattro        | 9:29.19  | +5:59.03  | A8    | 10     |
| 5.   | Adolphe Choteau    | Jean-Pierre Claverie | Toyota Corolla 16V     | 9:47.26  | +6:17.10  | A6    | 8      |
| 6.   | Philippe Doué      | Laurent Urlique      | Renault Clio 16S       | 10:08.35 | +7:38.19  | N3    | 6      |
| 7.   | Damien Chaballe    | Jacky Delvaux        | Suzuki Cultus GTI      | 11:54.57 | +8:24.41  | A5    | 4      |
| 8.   | Nicolas Min        | Joseph Lambert       | Mazda 323 GTX          | 12:34.54 | +10:04.38 | N4    | 3      |
| 9.   | Jean-Claude Dupuis | Nathalie Chastagnol  | Toyota Corolla 16V     | 13:09.50 | +10:39.34 | A6    | 2      |

## Klasyfikacja po 12 rundach
Tabele przedstawiają tylko pięć pierwszych miejsc.

### Kierowcy
| Lp. | Kierowca         | Pkt |
| --- | ---------------- | --- |
| 1   | Carlos Sainz     | 131 |
| 2   | Juha Kankkunen   | 123 |
| 3   | Didier Auriol    | 101 |
| 4   | Massimo Biasion  | 69  |
| 5   | Kenneth Eriksson | 51  |

### Producenci
| Lp. | Producent  | Pkt |
| --- | ---------- | --- |
| 1   | Lancia     | 134 |
| 2   | Toyota     | 126 |
| 3   | Ford       | 46  |
| 4   | Mitsubishi | 45  |
| 5   | Mazda      | 38  |